# Herpetogramma aeglealis
Herpetogramma aeglealis es una especie de polilla del género Herpetogramma, categorizada en la tribu Herpetogrammatini, de la subfamilia Spilomelinae. Fue descrita por Francis Walker en 1859.

## Descripción
El macho mide 29–34 mm de longitud y la hembra 27–31 mm.

## Distribución
Se distribuye por América del Norte: Estados Unidos y Canadá.